# 長栄寺 (東大阪市)
長栄寺（ちょうえいじ）は、大阪府東大阪市にある新真言宗の総本山の寺院。山号は百済山（ひゃくざいざん）。本尊は十一面観音。

## 歴史
詳しい創建年代は不明であるが、寺伝によると聖徳太子が自ら本尊の十一面観音を刻んで安置し、百済系渡来僧の入法を開山とし、山号を百済山として創建されという。
その後、中世には幾度もの戦火で荒廃していたが、当寺に延享元年（1744年）に27歳であった慈雲尊者が入り、中興した。慈雲はここで弟子たちと修行し、正法律（真言律）の復興を唱えてその道場とした。以後、高貴寺（現・大阪府南河内郡河南町、高野山真言宗）とともに正法律の一派として江戸幕府に認可され広められた。
文政8年（1825年）正月に本堂が全焼したが、同年に再建されている。
明治時代になると廃仏毀釈が行われたが、その際当寺のかなりの寺宝、所蔵品が難を逃れて高貴寺へ移されたという。
1946年（昭和21年）に真言律宗系統の新真言宗が設立され、当寺はその総本山となった。
当寺の西には「長堂」という地名があるが、これは長栄寺のお堂があったことに由来するものであるという。また百済山という山号は、仏教伝来時にこの地域を中心に百済系渡来僧によってとくに教化されたことによるともいう。

## 境内
- 本堂（吉祥殿） - 文政8年（1825年）再建[4]。龍の天井画は原在中によるもので、在中78歳の時の作である[2]。本尊は秘仏で、長谷寺式の十一面観音像である。
- 慈雲尊者像
- 厄除修行大師像 - 空海像。
- 回廊
- 庫裏 - 掛けられている扁額「無畏城」は慈雲による筆[2]。
- 庭園
- 禅那台 - 長栄寺禅那台とも呼ばれる。宝暦8年（1758年）に慈雲が生駒山中額田谷の長尾の滝上流に隠棲し、修行をするために建てた雙龍庵の遺構の一つ。慈雲は41歳から54歳までこの建物で過ごした。後に当寺に移築された[5]。
- 北向延命地蔵堂
- 涅槃堂
- 開山堂
- 山門 - 門の前には石造の仁王像が安置されている。
- 阿遮羅殿 - 六角堂。両頭愛染明王を祀る。
- 八幡大菩薩・三宝荒神社

## 文化財

### 大阪府指定有形文化財
- 禅那台 - 江戸時代後期の築[6]。
- 木造十一面観音立像 - 平安時代の作[7]。当寺の本尊。

### 大阪府指定史跡
- 長栄寺境内 - 江戸時代[8]。

## 前後の札所
河内西国霊場
32 延命寺　-　33 長栄寺　-　特別客番 慈眼寺
河内飛鳥古寺霊場
1 四天王寺　-　2 長栄寺　-　3 大聖勝軍寺
河内飛鳥七福神（福禄寿）

## 所在地
- 東大阪市高井田元町1-11-1

## アクセス
近鉄奈良線河内永和駅、JRおおさか東線JR河内永和駅より徒歩3分。